# Communauté de communes du canton de Gavray
La communauté de communes du canton de Gavray est une ancienne communauté de communes française, située dans le département de Manche et la région Basse-Normandie.

## Historique
La communauté de communes du canton de Gavray a été créée le 28 décembre 1992. Le 1er janvier 2014, elle fusionne avec les communautés de communes du canton de Cerisy-la-Salle, du canton de Coutances et du canton de Saint-Sauveur-Lendelin pour former la communauté du Bocage coutançais.

## Composition
L'intercommunalité fédérait les treize communes du  canton de Gavray :
- La Baleine
- Gavray
- Grimesnil
- Hambye
- Lengronne
- Le Mesnil-Amand
- Le Mesnil-Garnier
- Le Mesnil-Rogues
- Le Mesnil-Villeman
- Montaigu-les-Bois
- Saint-Denis-le-Gast
- Sourdeval-les-Bois
- Ver

## Compétences
- Aménagement de l'espace
- Actions de développement économique
- Enseignement
- Logement
- Équipements culturels et sportifs
- Centre aéré (gestion)
- Environnement
- Voirie
- Action sociale
- Tourisme
- Secours et lutte contre les incendies
- Déchets
- Aménagement numérique du territoire

## Administration
| Période           | Période       | Identité          | Étiquette | Qualité                     |
| ----------------- | ------------- | ----------------- | --------- | --------------------------- |
| janvier 1993      | juillet 1995  | Georges Carbonnel | SE        | Maire de Ver                |
| président en 1996 | avril 2008    | Gérard Lecanu     | SE        | Maire de Sourdeval-les-Bois |
| avril 2008        | décembre 2013 | Claude Gardin     | SE        | Élu de Gavray               |